# 胡延年
胡延年（1960年7月30日—），中華民國空軍退役中將、科技企業幹部，台灣基隆市出生，原為國軍內部負責通信電子資訊的將領之一，退役後進入行政院國軍退除役官兵輔導委員會（退輔會）任職，離開公職後轉赴民間企業擔任凌群電腦公司副總經理。

## 生平
胡延年自空軍通信電子學校（現空軍航空技術學院）1981年班、正規1994年班畢業，2001年畢業於大葉大學專業經營研究所碩士班，2006年底經國防部宣布列入2007年元旦的上校晉升少將名單，後又於2013年7月將官晉升名單中升為中將。胡氏於軍中曾任國防部參謀本部通信電子資訊參謀次長等職，2016年7月以參與文官考試為由申請提前退役，原職由李廷盛少將接任。胡氏退役後改至退輔會工作，並出任該委員會的台北市榮民服務處長。

## 荣誉

### 中华民国勋章奖章
- 四等雲麾勳章（2016年於台北博愛營區頒授）